# 2시의 가요 Festival
정인택의 2시의 가요 Festival은 TBN 광주교통방송(광주, 목포, 해남, 진도 FM 97.3MHz, 여수, 순천, 광양 FM 103.5MHz)에서 주말 오후 2시부터 3시 55분까지 방송된 광주, 전남지역의 가요 음악 프로그램이다.

## 코너 소개

### 매일 코너
- 라이브의 고수! "니들이 그녕이를 아러?" - 통기타 가수 김근영과 함께 떠나는 7080~2000년대신청곡 라이브 코너
- 캠핑의 고수! "니들이 정의를 아러?" - 오토캠핑전문가이자 가수 진정의와 함께 캠핑 맛집에서부터 노하우 등 토크와 라이브 선사 코너
- 74년생 야생수컷 호랑~~이, MC 백호.. - 리듬을 잡아먹는 마법사, 마음을 사로잡는 MC 백호의 7080~2000년대 주옥같은 인기 가요와 비하인드 스토리 사냥
- 신청곡 퍼레이드 - 7080인기가요에서부터 최신 가요까지 세대를 넘나드는 가요들로 신청곡과 사연 보내주세요!
- 택이랑! 톡이랑! - 문자메시지로 소통하고 선물도 드리는 코너..